# Görlitzer Programm
Das Görlitzer Programm war das auf dem Görlitzer Parteitag von 1921 angenommene Programm der SPD. Es löste das Erfurter Programm von 1891 ab und wurde seinerseits bereits im Jahr 1925 vom Heidelberger Programm ersetzt.

## Parteitag und Programm
Der Görlitzer Parteitag fand vom 18. bis 24. September 1921 in der Stadthalle Görlitz mit 376 stimmberechtigten Teilnehmern statt. Vorsitzende des Parteitages waren Otto Wels und Paul Taubadel. Auf der Tagesordnung standen die Auswirkungen des Versailler Vertrages auf die Innen- und Außenpolitik Deutschlands (Referent Hermann Müller) und die Debatte um ein neues Parteiprogramm (Referent Hermann Molkenbuhr).
Das neue Programm, das in wesentlichen Teilen von Eduard Bernstein erarbeitet worden war, wurde mit nur fünf Gegenstimmen angenommen. Es war ausgesprochen revisionistisch ausgerichtet. Allerdings verließ es nicht grundsätzlich die alten marxistischen Grundlagen. Das Ziel der neuen Programmatik war, Wähler auch außerhalb der bisherigen proletarischen Stammwählerschaft anzusprechen. Die SPD wollte nunmehr „Partei des arbeitenden Volkes in Stadt und Land“ sein.
Diese Hoffnung war in den Jahren nach dem Ersten Weltkrieg kein völliges Wunschdenken. Immerhin organisierte der AfA-Bund (Allgemeiner freier Angestelltenbund) eine große Zahl von Angestellten und der gerade gegründete Allgemeine Deutsche Beamtenbund (ADB) organisierte einen nicht unbeträchtlichen Teil von (meist kleineren) Beamten. Auch der Deutsche Beamtenbund (DBB) stand der gemäßigten Sozialdemokratie zeitweise recht nah. Außerdem gelang es den freien Gewerkschaften nach der Revolution sogar die Landarbeiter im Osten Deutschlands zu organisieren.
Fehlte im ursprünglichen Konzept von Bernstein jeder Hinweis auf den Klassenkampf, kam dieser Aspekt im Lauf der Diskussion wieder ins Programm hinein. Durchaus marxistisch mutet es daher an, dass die SPD weiterhin am „Klassenkampf für die Befreiung des Proletariats“ festhalten wollte.
Allerdings trug das Programm vor allem in seinem zweiten stark reformistisch geprägten Teil der seit der Novemberrevolution gestärkten Überzeugung Rechnung, dass das eigene politische Handeln den Rahmen der gegebenen Legalität zu beachten habe. Vor allem aber bekannte sich die Partei zur Republik von Weimar. „Sie betrachtet die demokratische Republik als die durch die geschichtliche Entwicklung unwiderruflich gegebene Staatsform, jeden Angriff auf sie als ein Attentat auf das Lebensrecht des Volkes.“
Dieser Kurswechsel war auch als eine bewusste Abgrenzung von der linken Konkurrenz durch USPD und KPD gedacht. Dies machten auch die weiteren Diskussionen des Parteitags deutlich. Eine Hauptdifferenz zu den Unabhängigen sah die Partei in der Frage, ob man mit den bürgerlichen Parteien eine Koalition eingehen könne. Philipp Scheidemann betonte, dass unter allen Umständen die Republik mit allen Kräften zu verteidigen sei. „Wir lassen uns an Liebe zu unserem Vaterland und zu unserem Volke von niemanden übertreffen.“ Der Parteitag stimmte mit großer Mehrheit Koalitionen mit bürgerlichen Parteien zu, sofern diese sich ebenfalls zur Republik bekannten und bestimmte soziale Grundforderungen unterstützten. Außerdem forderte der Parteitag Land- und Reichstagsfraktionen auf, endlich energisch gegen die Symbole der Monarchie vorzugehen und forderte die Parteimitglieder auf, sich durch entsprechende Abzeichen öffentlich zur Republik zu bekennen. Daneben wurde die Reichsregierung und -fraktion aufgefordert, die Auflösung der Freikorps sowie die Schaffung einer wahrhaft republikanischen Wehrmacht voranzutreiben. Außerdem sollten der 1. Mai und der 9. November gesetzliche Feiertage werden.
Weitere Themen war die Revision des Versailler Vertrages, die Schaffung einer republikanischen Justiz, die Schulformfrage, Weiterbildung, Jugendschutz, Steuerpolitik und andere Fragen. Als Parteivorsitzende wurden Hermann Müller (320 Stimmen) und Otto Wels (300) gewählt.

## Politische und gesellschaftliche Grenzen
Die von der Partei ausgemachten sozialen Gruppen jenseits der Arbeiterbevölkerung reagierten auf das Programm bestenfalls zurückhaltend. Bei der kritischen, linken Öffentlichkeit stieß es auf unverhohlenen Spott und Ablehnung. Kurt Tucholsky schrieb unter seinem Pseudonym Theobald Tiger ein langes Gedicht mit dem Titel „Sozialdemokratischer Parteitag“ zum Parteitag in der Weltbühne. Es endete mit den Versen:

„[…] Herr Weismann grinst, und alle Englein lachen.
Wir sehen nicht, was sie da mit uns machen,
nicht die Gefahren all’…
Skatbrüder sind wir, die den Marx gelesen.
Wir sind noch nie soweit entfernt gewesen,
von jener Bahn, die uns geführt Lassall!“

Das beschlossene Programm wurde im Jahr 1925 bereits durch das Heidelberger Programm abgelöst, das deutlich stärker in der Tradition des marxistischen geprägten Erfurter Programms stand. Der Hauptgrund dafür war, dass inzwischen ein Teil der USPD sich wieder der MSPD angeschlossen hatte. Der linke Flügel wurde damit gestärkt. Daher wurde vor allem der praktische Teil des Görlitzer Programms bereits ein Jahr später wieder revidiert. Hinzu kamen aber auch die Erfahrungen während der Hochinflationsphase und der wirtschaftlichen Stabilisierung. Nicht die Gewerkschaften (wie in den ersten Jahren der Republik), sondern die Unternehmen prägten nunmehr die Wirtschafts- und Sozialpolitik. Das Görlitzer Programm, das als eine erste Annäherung an volksparteiliche Konzepte gedeutet werden kann, blieb eine Episode, und die SPD blieb im Kern auf die Arbeiterwähler angewiesen. Allerdings vollzog die Partei damit auch den inzwischen eingetretenen Veränderungen Rechnung, hatten sich doch Landarbeiter, Angestellte und Beamte zu einem Großteil auch unter dem Eindruck der Inflation, die man mit der staatstragenden SPD verband, wieder deutlich nach rechts bewegt.